# Мухаммад-нуцал IV
Мухаммад-нуцал IV, также известный, как Нурсал-бек, Нурсал-бег, Нурсал-бей, Мерсел-хан по прозвищу Храбрый, (1730 или 1731, Хунзах — 1774, Шемаха) — правитель Аварского ханства с 1735 по 1774 год из династии нуцалов, отец Умма-хана Аварского.
Как представитель аварских нуцалов, Мухаммад вступил на престол в 5-летнем возрасте. Правил вместе с братом Мухаммад-Мирзой, однако реальная власть в ханстве принадлежала Мухаммад-нуцалу. По другой версии, в связи с их малолетством, ханом стал некий Нуцал-хан II, правивший до 1744 года, а после него ханом был Махмуд-хан I. Одним из главных достижений Мухаммад-нуцала стало объединение аварских земель вокруг Аварского ханства. Мухаммад-нуцал сыграл важную роль в разгроме войск Надир-шаха, также он часто тревожил Грузию своими набегами. В 1772 году Мухаммад-нуцал вмешался в конфликт между азербайджанскими ханами, и в результате, после одного из сражений, был убит во время переговоров.

## Ранние годы
Мухаммад-нуцал родился в 1730 или 1731 году в Хунзахе. Как пишет анонимный автор в памятных записях в первой половине XIX века, «у Умма-хана родился Мухаммад-нуцал». По хунзахским преданиям, этот Мухаммад-нуцал являлся сыном Умма-хана по прозвищу Старший Булач, сына Дугру-нуцала. Опираясь на письменные источники и привлекая названные предания можно высказать, однако, предположение, что Мухаммад-нуцал IV был сыном Умма-хана, сына Булача, сына Дугри-нуцала II.
В 1735 году Умма-хан был смертельно ранен в походе против тарковского шамхала и через некоторое время скончался от ран.

## Семья

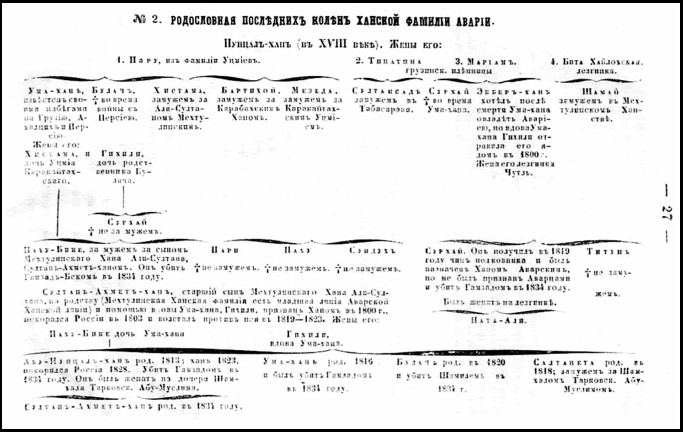
Генеалогическая схема аварских ханов, начиная от Мухаммад-нуцала (указан как Нуцал-хан) и заканчивая последними нуцалами. Сост. А. П. Берже.

В 1741 году в Хунзахе укрывались члены семьи кайтагских уцмиев, бежавшие от вторгшихся в их земли войск Надир-шаха. Между аварским и кайтагским правящими семьями возникли тёплые отношения, результатом которых стал брак между Мухаммад-нуцалом и Баху — дочерью уже покойного к тому времени Хан-Мухаммада, сына кайтагского уцмия Ахмад-хана. Мухаммад-нуцал, в свою очередь, выдал свою сестру Баху-Меседу за сына сына уцмия Амирхамзу.

Волк со штандартом — родовое знамя аварских нуцалов

## Внешняя политика

### Война с Ираном

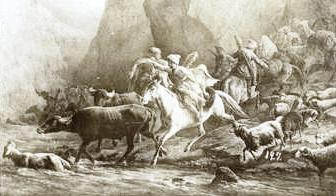
Возвращение с набега

Так, в сентябре, ханские войска разгромили 20-тысячный шахский отряд в Аймакинском ущелье, после чего нуцал направился в Андалал и окончательно изгнал персов из Аварии.

### Война с Кахетией
В 1751 году объединенное войско дагестанских феодалов и Шаки-Ширвана нанесло поражение грузинским войскам. Это было первым, серьезным поражением Теймураза и Ираклия. По данным Буткова П. Г. в 1752/1753 году пришел в Грузию с лезгинским войском Мерсел-Хан аварский и окружил крепость Мчадис-Джвари. Царь Теймураз в первом сражении с ним разбил и прогнал лезгинов, но лезгины потом собираясь в Гартискаре не переставали делать набеги на Грузию. Царь Ираклий пресек им дорогу и всех истребил.
По данным из грузинских источников, в 1754 году в битве при Мчадиджвари, царь Кахетии Ираклий II одержал победу над вторгшимися в Грузию дагестанцами во главе с неким Нурсал-бегом. Этот хунзахский владетель с большим войском вторгся в Грузию, прошел Кахетию, грабя и уничтожая все на своем пути, переправился через Арагви, вступил в Картли и осадил Мчадисджварскую крепость, прикрывавшую Мухрано-Душетскую дорогу, в ущелье реки Нареквави. У стен этой крепости произошло жестокое сражение; враг, понеся тяжелые потери, вынужден был отступить. Но радость крупной победы, одержанной над хунзахским владетелем, омрачали непрерывные мелкие набеги..

В 1755 году противник вновь вторгся в Грузию с большими силами. Хундзахский владетель жаждал отомстить за поражение у Мчадисджвари. Нурсал-бек собрал большое войско; в надежде на легкую наживу к нему присоединились многие дагестанские феодалы. С многочисленным войском Нурсал-бек подступил к Кварели. Двадцатитысячный отряд неприятеля осадил мощную Кварельскую крепость.
Грузины не обладали такими силами, чтобы вступить в открытый бой с многочисленным войском Нурсал-бека. Защитники крепости находились в тяжелом положении, необходимо было поднять их дух и прислать гарнизону подкрепления. Ираклий II решил направить в осажденную крепость вспомогательный отряд. Осуществить этот план могли только отважные и самоотверженные люди. Двести шесть смельчаков вызвались совершить этот героический подвиг; все они, за исключением девяти тавадов и азнауров, были крестьяне. Ночью вспомогательный отряд выступил из Кизики, переправился через Алазань и, бесшумно сняв вражеские посты, с боем прорвался к крепости. Вспомогательный отряд доставил осажденным большое количество пороха. Теперь крепость могла успешно выдержать длительную осаду.

Послав в Кварельскую крепость вспомогательный отряд, Ираклий одновременно сформировал из наиболее смелых и искусных всадников-кизикцев конную группу и бросил ее против Чари. Военный маневр Ираклия удался: чарцы покинули войска, осаждавшие Кварельскую крепость, и поспешили на защиту своих деревень. Их примеру последовал Какский султан, владениям которого также угрожал грузинский отряд, направленный в Чари. Видя, как тают силы осаждавших, нухинский хан также снял свой отряд и поспешил возвратиться в свою страну. В результате одно крыло осаждавших значительно поредело. Опасаясь разгрома, дагестанский владетель Сурхай-хан тоже покинул своего союзника и отправился восвояси. Вскоре Нурсал-бек и шамхал тарковский сняли осаду Кварельской крепости..
В 1756-1760 годах было совершено несколько набегов аварских и лакских феодалов на Кахетию и Картлию.

### Отношения с Россией
В 1753 году Магомед-нуцал-хан аварский обратился с просьбой о принятии его в русское подданство.
Согласно Волковой в XVII веке и значительно позже, в первой четверти XIX века, некоторые чеченские общества находились в политической зависимости от аварского хана. В апреле 1758 года, по призыву восставших чеченцев на помощь им, пришли добровольческие отряды андийцев, аварцев, эндирейских и аксайских кумыков.
В письме кизлярскому коменданту Фрауендорфу, полученному 21 мая 1758 года, Мухаммад-нуцал мотивировал свое отрицательное отношение к предполагавшимся репрессиям царских властей против чеченцев: «а что же касается до разорения чеченцев, оного не желаю, ибо оне мои издревле подданные и мы с них подати берем, а ежели в разорение тех чеченцев приведете, то и наши подати пропадут, а для древне учрежденной нашей с вами дружбы и родства к примирению тех чеченцев я приведу».

### Война с Фатали-ханом
В то же время, в Ширване начало набирать силу Кубинское ханство. В 1765 году Фатали-хан Кубинский захватил Дербент, а в 1768 занял Шемаху. Шемахинский правитель Агаси-хан бежал в Карабах, где и собрал отряд. Он привлёк на свою сторону шекинского Гусейн-хана и Мухаммад-нуцала, не желавших усиления Фатали-хана. Аварский нуцал прислал вооружённый отряд под предводительством своего брата Мухаммада-Мирзы и его сына Булача (по другой версии он Булач Младший, брат Мухаммада-нуцала и Мухаммад-мирзы). В последовавшем сражении между Гусейн-ханом, Агаси-ханом и аварскими нуцалами с одной стороны, и Фатали-ханом, с другой, первые были разбиты, Мухаммад-Мирза и его сын Булач погибли, Гусейн-хан бежал в Шеки, а Агаси-хан в Котеван.
Между тем, ослеплённому шемахинскому правителю Агаси-хану удалось бежать в Карабах и собрать отряд. Он привлёк на свою сторону шекинского Гусейн-хана и аварского нуцала Мерсел-хана, не желавших усиления кубинского хана. Аварский нуцал прислал вооружённый отряд под предводительством своих сыновей Булача и Магомед-Мирзы. В последовавшем сражении между Гусейн-ханом, Агаси-ханом и сыновья аварского нуцала с одной стороны, и Фатали-хана, с другой, первые были разбиты, оба сына аварского нуцала погибли, Гусейн-хан бежал в Шеки, а Агаси-хан в Котеван.
Бутков П.Г. в своих "Материалах для новой истории Кавказа" пишет, царь Грузии - Ираклий II и Фатали-Хан являются союзниками и что некий, аварский Нурсал-Бей (Мерсел-Хан), осенью 1773 года, собрав великое число войска из лезгинов, напал на Кизик, но не успел в своей дерзости; ибо лезгины были разбиты князем Ревазом Андрониковым, кизикским моуравом, и Нурсал-Бек спас жизнь свою только бегством. Аварский владелец к сему предприятию соглашал и кумыкских владельцов, но те, по письменному уведомлению Фатали-Хана начальства российского в октябре 1773 года, от того удержаны воспрещением.
В 1774 году Мухаммад-нуцал сам выступил против Фатали-хана и совместно с шемахинским Агаси-ханом ему удалось овладеть Шемахой. Однако, вскоре, во главе с набранным в своих владениях силами и отрядом бакинского Мелик Мухаммад-хана, Фатали-хан также наняв акушинцев двинулся в Ширван. Аварский нуцал и Агаси-хан двинулись навстречу Фатали-хану и вступили с ним в сражение. Войско Агаси-хана потерпело поражение и бежало, а нуцал решил продолжить бой но под конец был разбит. Не видя благополучного исхода сражения аварский нуцал предложил переговоры, на что согласился Фатали-хан и пригласил Магомед-Нуцала к себе для переговоров. Где во время переговоров он был убит акушинцами. По версии Т. Айтберова, нуцал был убит не от рук акушинцев.
После гибели Мухаммад-нуцала на престол взошёл его старший сын Умма-хан. Желая отомстить за смерть своего отца, новый правитель Аварии начал готовить поход против Фатали-хана. Собрав 4-тысячное войско, в местности Гавдушан, возле города Худат, он разгромил 8-тысячный отряд кубинского хана и вынудил его бежать. Провидимая Умма-ханом Аварским активная внешняя политика, вскоре, привела к тому, что кубинский хан и многие другие закавказские правители стали платить ему ежегодную дань, с тем только условием, чтобы он не грабил их владения.